# 2011–2012-es magyar férfi vízilabda-bajnokság (első osztály)
A 2011-2012-es magyar férfi vízilabda-bajnokság (hivatalosan Vodafone férfi OB I)  a legrangosabb és legmagasabb szintű vízilabdaverseny Magyarországon. A pontversenyt 106. alkalommal a Magyar Vízilabda-szövetség írta ki és 12 csapat, négy fővárosi és nyolc vidéki egyesület részvételével bonyolította le.
A bajnokságot a TEVA-Vasas-UNIQA nyerte meg a címvédő ZF-Eger, és a bronzérmes A-Híd Szeged Beton előtt.

## A bajnokságban szereplő csapatok
| A csapat neve (a bajnokságban használt neve) | A csapat székhelye    | 2010–11 |
| -------------------------------------------- | --------------------- | ------- |
| Budapesti VSC (BVSC-Zugló)                   | Budapest, Zugló       | 9.      |
| Debreceni VSE                                | Debrecen              | 8.      |
| Egri VK (ZF-Eger)                            | Eger                  | 1.      |
| Ferencváros (FTC-Fisher Klíma)               | Budapest, Ferencváros | 6.      |
| Budapest Honvéd (Groupama Honvéd)            | Budapest, Kispest     | 4.      |
| Kaposvári VK                                 | Kaposvár              | OB I/B  |
| Orvosegyetem SC                              | Budapest              | 10.     |
| Pécsi VSK (PVSK-Füszért)                     | Pécs                  | 7.      |
| Szegedi VE (A-Híd Szeged Beton)              | Szeged                | 3.      |
| Szentesi VK (Kalo-Méh CS&K Szentes)          | Szentes               | 11.     |
| Szolnoki VSC (Szolnoki Dózsa-KÖZGÉP)         | Szolnok               | 5.      |
| Vasas SC (TEVA-Vasas-UNIQA)                  | Budapest, Angyalföld  | 2.      |

## A bajnokság rendszere

### Alapszakasz
A bajnokság alapszakasza őszi és tavaszi szezonból állt, melynek során a csapatok körmérkőzéses rendszerben, a sorsolás szerinti sorrendben és pályaválasztói joggal egymás ellen két, csapatonként összesen 22 mérkőzést játszottak. A bajnoki mérkőzések győztes csapatai három pontot kapnak, döntetlen esetén mindkét csapat egy-egy pontot kap. Vereség esetén nem jár pont.
Az alapszakasz végső sorrendjét a bajnoki mérkőzéseken szerzett pontszámok összege határozta meg, az első helyen a legtöbb, míg az utolsó, a 12. helyen a legkevesebb pontszámot szerzett egyesület végzett. Pontegyenlőség esetén a bajnoki sorrendet az alábbi rendszer szerint határozták meg.
Két csapat azonos pontszáma esetén
1. az egymás ellen játszott bajnoki mérkőzések pontkülönbsége
2. az egymás ellen játszott bajnoki mérkőzések gólkülönbsége
3. az alapszakaszbeli összes bajnoki mérkőzés gólkülönbsége
4. az alapszakaszbeli összes bajnoki mérkőzésen szerzett több gól
5. sorsolás

Három vagy több csapat azonos pontszáma esetén
1. az azonos pontszámú csapatok egymás elleni eredményéből számított „kisbajnokság” pontkülönbsége
2. azonos pontszám esetén a „kisbajnokság” gólkülönbsége
3. az alapszakaszbeli összes bajnoki mérkőzés gólkülönbsége
4. az alapszakaszbeli összes bajnoki mérkőzésen szerzett több gól
5. sorsolás

### Rájátszás
Az alapszakasz 1–8. helyen végzett csapatai kerülnek a bajnoki címért folyó, a 9–12. helyezett csapatai pedig a kiesésről döntő rájátszásba, mely egyenes kieséses rendszerben zajlott.

## Az alapszakasz

### Végeredménye
| #   | Csapat                | M  | GY | D | V  | G+ – G– | GK   | P                                                       | Megjegyzések               | Egymás elleni                                |
| --- | --------------------- | -- | -- | - | -- | ------- | ---- | ------------------------------------------------------- | -------------------------- | -------------------------------------------- |
| 1.  | TEVA-Vasas-UNIQA      | 22 | 18 | 2 | 2  | 290–161 | +129 | 56                                                      | Rájátszás a bajnoki címért |                                              |
| 2.  | A-Híd Szeged Beton    | 22 | 17 | 3 | 2  | 266–172 | +94  | 54                                                      | Rájátszás a bajnoki címért |                                              |
| 3.  | ZF-Eger               | 22 | 17 | 2 | 3  | 258–163 | +95  | 53                                                      | Rájátszás a bajnoki címért | ZF-Eger 3 pont (18–17) Honvéd 3 pont (17–18) |
| 4.  | Groupama Honvéd       | 22 | 17 | 2 | 3  | 281–162 | +119 | 53                                                      | Rájátszás a bajnoki címért | ZF-Eger 3 pont (18–17) Honvéd 3 pont (17–18) |
| 5.  | Szolnoki Dózsa-KÖZGÉP | 22 | 14 | 4 | 4  | 244–141 | +103 | 46 \| rowspan="6" style="background-color: #fafafa;" \| | Rájátszás a bajnoki címért |                                              |
| 6.  | Debreceni VSE         | 22 | 11 | 2 | 9  | 190–154 | +36  | 35                                                      | Rájátszás a bajnoki címért |                                              |
| 7.  | FTC-Fisher Klíma      | 22 | 7  | 3 | 12 | 177–238 | −61  | 24                                                      | Rájátszás a bajnoki címért |                                              |
| 8.  | Kalo-Méh CS&K Szentes | 22 | 6  | 1 | 15 | 202–269 | −67  | 19                                                      | Rájátszás a bajnoki címért |                                              |
| 9.  | BVSC-Zugló            | 22 | 4  | 1 | 17 | 162–260 | −98  | 13                                                      | Rájátszás a 9–12. helyért  |                                              |
| 10. | Orvosegyetem SC       | 22 | 3  | 2 | 17 | 154–274 | −120 | 11                                                      | Rájátszás a 9–12. helyért  |                                              |
| 11. | PVSK-Füszért          | 22 | 3  | 1 | 18 | 154–254 | −100 | 10                                                      | Rájátszás a 9–12. helyért  | PVSK 4 pont Kaposvár 1 pont                  |
| 12. | Kaposvári VK          | 22 | 3  | 1 | 18 | 155–285 | −130 | 10                                                      | Rájátszás a 9–12. helyért  | PVSK 4 pont Kaposvár 1 pont                  |

Forrás: Magyar Vízilabda-szövetség 
A rangsorolás alapszabályai: 1. összpontszám, 2. egymás elleni eredmények összpontszáma, 3. gólkülönbség, 4. szerzett gólok száma.
(B): Bajnokcsapat, (K): Kieső csapat, (F): Feljutó csapat, (I): Kupainduló, (R): A rájátszás győztese, (KGY): Kupagyőztes

### Eredményei
| Hazai \ Vendég1       | BVSC | DEB   | EGER  | FTC  | HON  | KAP  | OSC   | PVSK | SZEG  | SZEN  | SZOL | VAS   |
| BVSC-Zugló            |      | 7–9   | 7–13  | 8–9  | 6–15 | 14–5 | 7–9   | 10–9 | 11–15 | 8–10  | 9–10 | 7–17  |
| Debreceni VSE         | 13–4 |       | 6–9   | 13–5 | 5–7  | 16–9 | 9–4   | 15–4 | 7–9   | 11–8  | 7–7  | 3–8   |
| ZF-Eger               | 19–6 | 7–6   |       | 17–8 | 9–7  | 15–5 | 15–6  | 13–5 | 12–9  | 18–6  | 8–8  | 9–9   |
| FTC-Fisher Klíma      | 8–8  | 4–4   | 11–13 |      | 5–17 | 11–6 | 11–7  | 15–4 | 3–13  | 12–10 | 7–16 | 7–17  |
| Groupama Honvéd       | 12–3 | 8–5   | 10–9  | 17–6 |      | 22–9 | 21–9  | 13–7 | 6–8   | 22–9  | 6–13 | 11–11 |
| Kaposvári VK          | 10–6 | 11–12 | 11–16 | 3–12 | 6–14 |      | 8–7   | 7–7  | 9–18  | 6–5   | 4–12 | 7–13  |
| Orvosegyetem SC       | 5–6  | 4–13  | 5–9   | 7–7  | 9–16 | 11–7 |       | 10–7 | 11–18 | 6–6   | 5–12 | 4–20  |
| PVSK-Füszért          | 7–9  | 5–12  | 5–13  | 7–9  | 5–14 | 12–7 | 10–9  |      | 11–18 | 12–7  | 4–8  | 10–13 |
| A-Híd Szeged Beton    | 13–8 | 11–7  | 7–5   | 10–6 | 5–5  | 14–9 | 20–6  | 11–6 |       | 14–9  | 6–6  | 10–8  |
| Kalo-Méh CS&K Szentes | 17–9 | 6–9   | 8–14  | 10–9 | 9–17 | 11–8 | 19–14 | 11–3 | 7–20  |       | 7–9  | 12–15 |
| Szolnoki Dózsa-KÖZGÉP | 16–3 | 9–4   | 9–10  | 15–5 | 6–7  | 17–3 | 19–3  | 12–7 | 8–8   | 18–8  |      | 6–7   |
| TEVA-Vasas-UNIQA      | 19–6 | 8–4   | 9–5   | 16–7 | 8–14 | 20–5 | 14–3  | 18–7 | 12–9  | 16–7  | 13–8 |       |

Forrás: Magyar Vízilabda-szövetség 
1A hazai csapatok a bal oldali oszlopban szerepelnek.
Színek: Zöld = hazai győzelem; Sárga = döntetlen; Piros = vendéggyőzelem.
 

## Rájátszás

### Út a bajnoki címig
|  | Negyeddöntők | Negyeddöntők          | Negyeddöntők | Negyeddöntők       | Negyeddöntők |                  |    | Elődöntők | Elődöntők | Elődöntők | Elődöntők | Elődöntők |  |  | Döntő | Döntő | Döntő | Döntő | Döntő |  |
|  |              |                       |              |                    |              |                  |    |           |           |           |           |           |  |  |       |       |       |       |       |  |
|  |              | TEVA-Vasas-UNIQA      | 16           | 15                 |              |                  |    |           |           |           |           |           |  |  |       |       |       |       |       |  |
|  |              | TEVA-Vasas-UNIQA      | 16           | 15                 |              |                  |    |           |           |           |           |           |  |  |       |       |       |       |       |  |
|  |              | Kalo-Méh CS&K Szentes | 10           | 9                  |              |                  |    |           |           |           |           |           |  |  |       |       |       |       |       |  |
|  |              | Kalo-Méh CS&K Szentes | 10           | 9                  | 1            | TEVA-Vasas-UNIQA | 12 | 12        | 12        |           |           |           |  |  |       |       |       |       |       |  |
|  |              |                       |              |                    |              | TEVA-Vasas-UNIQA | 12 | 12        | 12        |           |           |           |  |  |       |       |       |       |       |  |
|  |              |                       | 4            | Groupama Honvéd    | 14           | 8                | 7  |           |           |           |           |           |  |  |       |       |       |       |       |  |
|  |              | Groupama Honvéd       | 4            | Groupama Honvéd    | 14           | 8                | 7  | 9         | 11        |           |           |           |  |  |       |       |       |       |       |  |
|  |              |                       |              |                    |              |                  |    | 9         | 11        |           |           |           |  |  |       |       |       |       |       |  |
|  |              | Szolnoki Dózsa-KÖZGÉP | 7            | 10                 |              |                  |    |           |           |           |           |           |  |  |       |       |       |       |       |  |
|  |              | Szolnoki Dózsa-KÖZGÉP | 7            | 10                 | 1            | TEVA-Vasas-UNIQA | 6  | 7         | 11        |           |           |           |  |  |       |       |       |       |       |  |
|  |              |                       |              |                    |              |                  |    |           |           |           |           |           |  |  |       |       |       |       |       |  |
|  |              |                       | 3            | ZF-Eger            | 5            | 10               | 8  |           |           |           |           |           |  |  |       |       |       |       |       |  |
|  |              | ZF-Eger               | 3            | ZF-Eger            | 5            | 10               | 8  | 13        | 13        |           |           |           |  |  |       |       |       |       |       |  |
|  |              |                       |              |                    |              |                  |    | 13        | 13        |           |           |           |  |  |       |       |       |       |       |  |
|  |              | Debreceni VSE         | 9            | 12                 |              |                  |    |           |           |           |           |           |  |  |       |       |       |       |       |  |
|  |              | Debreceni VSE         | 9            | 12                 | 3            | ZF-Eger          | 14 | 10        |           |           |           |           |  |  |       |       |       |       |       |  |
|  |              |                       |              |                    |              | ZF-Eger          | 14 | 10        |           |           |           |           |  |  |       |       |       |       |       |  |
|  |              |                       | 2            | A-Híd Szeged Beton | 11           | 9                |    |           |           |           |           |           |  |  |       |       |       |       |       |  |
|  |              | A-Híd Szeged Beton    | 2            | A-Híd Szeged Beton | 11           | 9                | 17 | 15        |           |           |           |           |  |  |       |       |       |       |       |  |
|  |              |                       |              |                    |              |                  |    | 15        |           |           |           |           |  |  |       |       |       |       |       |  |
|  |              | FTC-Fisher Klíma      | 8            | 7                  |              |                  |    |           |           |           |           |           |  |  |       |       |       |       |       |  |

#### Negyeddöntők
1. mérkőzések
| 2012. március 26. 18.00 | A-Híd Szeged Beton   | 17 – 8           | FTC-Fisher Klíma | Gyarmati Dezső Sportuszoda, Hódmezővásárhely Nézőszám: 300 Játékvezetők: Csanádi, Füzesi |
| 2012. március 26. 18.00 | (4–2, 5–1, 6–4, 2–1) |                  |                  | Gyarmati Dezső Sportuszoda, Hódmezővásárhely Nézőszám: 300 Játékvezetők: Csanádi, Füzesi |
| 2012. március 26. 18.00 | Molnár 5             | Jegyzőkönyv      | Ernyey 3         | Gyarmati Dezső Sportuszoda, Hódmezővásárhely Nézőszám: 300 Játékvezetők: Csanádi, Füzesi |
| 2012. március 26. 18.00 | 6/13                 | Gól / emberelőny | 0/10             | Gyarmati Dezső Sportuszoda, Hódmezővásárhely Nézőszám: 300 Játékvezetők: Csanádi, Füzesi |
| 2012. március 26. 18.00 | 1/2                  | Gól / ötméteres  | 0/0              | Gyarmati Dezső Sportuszoda, Hódmezővásárhely Nézőszám: 300 Játékvezetők: Csanádi, Füzesi |

| 2012. március 26. 19.30 | TEVA-Vasas-UNIQA     | 16 – 10          | Kalo-Méh CS&K Szentes | Komjádi Béla Sportuszoda, Budapest Nézőszám: 100 Játékvezetők: Marjay, Birri |
| 2012. március 26. 19.30 | (2–4, 5–3, 5–3, 4–0) |                  |                       | Komjádi Béla Sportuszoda, Budapest Nézőszám: 100 Játékvezetők: Marjay, Birri |
| 2012. március 26. 19.30 | Vörös 4              | Jegyzőkönyv      | Szabó B. 4            | Komjádi Béla Sportuszoda, Budapest Nézőszám: 100 Játékvezetők: Marjay, Birri |
| 2012. március 26. 19.30 | 3/8                  | Gól / emberelőny | 1/8                   | Komjádi Béla Sportuszoda, Budapest Nézőszám: 100 Játékvezetők: Marjay, Birri |
| 2012. március 26. 19.30 | 1/1                  | Gól / ötméteres  | 2/2                   | Komjádi Béla Sportuszoda, Budapest Nézőszám: 100 Játékvezetők: Marjay, Birri |

| 2012. március 26. 19.30 | ZF-Eger                     | 13 – 9           | Debreceni VSE | Bitskey Aladár Sportuszoda, Eger Nézőszám: 400 Játékvezetők: Németh, Vojvoda |
| 2012. március 26. 19.30 | (4–3, 3–2, 4–3, 2–1)        |                  |               | Bitskey Aladár Sportuszoda, Eger Nézőszám: 400 Játékvezetők: Németh, Vojvoda |
| 2012. március 26. 19.30 | Bátori, Biros, Naganuma 2–2 | Jegyzőkönyv      | Létay 4       | Bitskey Aladár Sportuszoda, Eger Nézőszám: 400 Játékvezetők: Németh, Vojvoda |
| 2012. március 26. 19.30 | 5/10                        | Gól / emberelőny | 3/8           | Bitskey Aladár Sportuszoda, Eger Nézőszám: 400 Játékvezetők: Németh, Vojvoda |
| 2012. március 26. 19.30 | 0/2                         | Gól / ötméteres  | 0/0           | Bitskey Aladár Sportuszoda, Eger Nézőszám: 400 Játékvezetők: Németh, Vojvoda |

| 2012. március 26. 20.00 | Groupama Honvéd      | 9 – 7            | Szolnoki Dózsa-KÖZGÉP | Kőér utcai sportuszoda, Budapest Nézőszám: 300 Játékvezetők: Székely, Fekete |
| 2012. március 26. 20.00 | (1–1, 5–1, 2–2, 1–3) |                  |                       | Kőér utcai sportuszoda, Budapest Nézőszám: 300 Játékvezetők: Székely, Fekete |
| 2012. március 26. 20.00 | Salamon, Hárai 3–3   | Jegyzőkönyv      | Pásztor 3             | Kőér utcai sportuszoda, Budapest Nézőszám: 300 Játékvezetők: Székely, Fekete |
| 2012. március 26. 20.00 | 3/9                  | Gól / emberelőny | 4/11                  | Kőér utcai sportuszoda, Budapest Nézőszám: 300 Játékvezetők: Székely, Fekete |
| 2012. március 26. 20.00 | 1/1                  | Gól / ötméteres  | 1/1                   | Kőér utcai sportuszoda, Budapest Nézőszám: 300 Játékvezetők: Székely, Fekete |

2. mérkőzések
| 2012. március 28. 18.00 | Kalo-Méh CS&K Szentes | 9 – 15           | TEVA-Vasas-UNIQA | Szentesi Üdülőközpont, Szentes Nézőszám: 250 Játékvezetők: Dodog, Petik |
| 2012. március 28. 18.00 | (2–4, 2–5, 3–2, 2–4)  |                  |                  | Szentesi Üdülőközpont, Szentes Nézőszám: 250 Játékvezetők: Dodog, Petik |
| 2012. március 28. 18.00 | Szabó B. 3            | Jegyzőkönyv      | 6 játékos 2      | Szentesi Üdülőközpont, Szentes Nézőszám: 250 Játékvezetők: Dodog, Petik |
| 2012. március 28. 18.00 | 4/7                   | Gól / emberelőny | 2/5              | Szentesi Üdülőközpont, Szentes Nézőszám: 250 Játékvezetők: Dodog, Petik |
| 2012. március 28. 18.00 | 0/0                   | Gól / ötméteres  | 1/1              | Szentesi Üdülőközpont, Szentes Nézőszám: 250 Játékvezetők: Dodog, Petik |

| 2012. március 28. 18.30 | Szolnoki Dózsa-KÖZGÉP | 10 – 11          | Groupama Honvéd | Tiszaligeti Sportuszoda, Szolnok Nézőszám: 250 Játékvezetők: Kun, Vogel |
| 2012. március 28. 18.30 | (2–2, 2–5, 4–3, 2–1)  |                  |                 | Tiszaligeti Sportuszoda, Szolnok Nézőszám: 250 Játékvezetők: Kun, Vogel |
| 2012. március 28. 18.30 | Gocić 4               | Jegyzőkönyv      | Szivós 3        | Tiszaligeti Sportuszoda, Szolnok Nézőszám: 250 Játékvezetők: Kun, Vogel |
| 2012. március 28. 18.30 | 3/6                   | Gól / emberelőny | 6/10            | Tiszaligeti Sportuszoda, Szolnok Nézőszám: 250 Játékvezetők: Kun, Vogel |
| 2012. március 28. 18.30 | 3/4                   | Gól / ötméteres  | 0/0             | Tiszaligeti Sportuszoda, Szolnok Nézőszám: 250 Játékvezetők: Kun, Vogel |

| 2012. március 28. 19.00 | FTC-Fisher Klíma     | 7 – 15           | A-Híd Szeged Beton | Népliget Sportuszoda, Budapest Nézőszám: 80 Játékvezetők: Marjay, Molnár P. |
| 2012. március 28. 19.00 | (1–3, 2–2, 3–5, 1–5) |                  |                    | Népliget Sportuszoda, Budapest Nézőszám: 80 Játékvezetők: Marjay, Molnár P. |
| 2012. március 28. 19.00 | Ernyey 3             | Jegyzőkönyv      | Molnár 4           | Népliget Sportuszoda, Budapest Nézőszám: 80 Játékvezetők: Marjay, Molnár P. |
| 2012. március 28. 19.00 | 2/4                  | Gól / emberelőny | 2/6                | Népliget Sportuszoda, Budapest Nézőszám: 80 Játékvezetők: Marjay, Molnár P. |
| 2012. március 28. 19.00 | 1/2                  | Gól / ötméteres  | 1/1                | Népliget Sportuszoda, Budapest Nézőszám: 80 Játékvezetők: Marjay, Molnár P. |

| 2012. március 28. 19.30 | Debreceni VSE        | 12 – 13          | ZF-Eger | Debreceni Sportuszoda, Debrecen Nézőszám: 1000 Játékvezetők: Vojvoda, Juhász |
| 2012. március 28. 19.30 | (3–2, 2–2, 2–4, 5–5) |                  |         | Debreceni Sportuszoda, Debrecen Nézőszám: 1000 Játékvezetők: Vojvoda, Juhász |
| 2012. március 28. 19.30 | Varga T. 5           | Jegyzőkönyv      | Biros 4 | Debreceni Sportuszoda, Debrecen Nézőszám: 1000 Játékvezetők: Vojvoda, Juhász |
| 2012. március 28. 19.30 | 4/8                  | Gól / emberelőny | 6/9     | Debreceni Sportuszoda, Debrecen Nézőszám: 1000 Játékvezetők: Vojvoda, Juhász |
| 2012. március 28. 19.30 | 1/1                  | Gól / ötméteres  | 1/1     | Debreceni Sportuszoda, Debrecen Nézőszám: 1000 Játékvezetők: Vojvoda, Juhász |

### Alsóházi rájátszás (9–12. helyért)
Az alsóházi rájátszásba az alapszakasz 9–12. helyezett csapatai kerültek. A 10. helyezett a 11. helyezett ellen, míg a 9. helyezett a 12. helyezett ellen két győztes mérkőzésig tartó rájátszást vívott. Az alapszakaszban jobb eredményt elérő csapat kezdett pályaválasztóként. A párosítások győztesei a 9. helyért, a párosítások vesztesei pedig a kiesés elkerüléséért küzdöttek.
|                                 | Győz. száma |                              | 1. mérk.                 | 2. mérk.                   | 3. mérk. |
| ------------------------------- | ----------- | ---------------------------- | ------------------------ | -------------------------- | -------- |
| Orvosegyetem SC (10. helyezett) | 2 – 0       | PVSK-Füszért (11. helyezett) | 8 – 6                    | 11 – 10(hosszabbítás után) |          |
| BVSC-Zugló (9. helyezett)       | 0 – 2       | Kaposvári VK (12. helyezett) | 7 – 8(hosszabbítás után) | 10 – 11(hosszabbítás után) |          |

(Zárójelben az alapszakaszbeli bajnoki helyezés olvasható.)

#### 5–8. helyért
1. mérkőzések
| 2012. április 10. 19.30 | Debreceni VSE              | 10 – 6           | FTC-Fisher Klíma | Debreceni Sportuszoda, Debrecen Nézőszám: 900 Játékvezetők: Juhász, Mucskai |
| 2012. április 10. 19.30 | (3–1, 4–1, 1–2, 2–2)       |                  |                  | Debreceni Sportuszoda, Debrecen Nézőszám: 900 Játékvezetők: Juhász, Mucskai |
| 2012. április 10. 19.30 | Létay, Mišić, Varga T. 2–2 | Jegyzőkönyv      | Korényi 2        | Debreceni Sportuszoda, Debrecen Nézőszám: 900 Játékvezetők: Juhász, Mucskai |
| 2012. április 10. 19.30 | 5/8                        | Gól / emberelőny | 2/8              | Debreceni Sportuszoda, Debrecen Nézőszám: 900 Játékvezetők: Juhász, Mucskai |
| 2012. április 10. 19.30 | 0/0                        | Gól / ötméteres  | 0/1              | Debreceni Sportuszoda, Debrecen Nézőszám: 900 Játékvezetők: Juhász, Mucskai |

| 2012. április 11. 19.00 | Szolnoki Dózsa-KÖZGÉP  | 21 – 9           | Kalo-Méh CS&K Szentes | Tiszaligeti Sportuszoda, Szolnok Nézőszám: 300 Játékvezetők: Kun, Fekete |
| 2012. április 11. 19.00 | (7–2, 5–0, 6–1, 3–6)   |                  |                       | Tiszaligeti Sportuszoda, Szolnok Nézőszám: 300 Játékvezetők: Kun, Fekete |
| 2012. április 11. 19.00 | Georgescu, Marnitz 4–4 | Jegyzőkönyv      | Weszelovszky 5        | Tiszaligeti Sportuszoda, Szolnok Nézőszám: 300 Játékvezetők: Kun, Fekete |
| 2012. április 11. 19.00 | 2/7                    | Gól / emberelőny | 3/5                   | Tiszaligeti Sportuszoda, Szolnok Nézőszám: 300 Játékvezetők: Kun, Fekete |
| 2012. április 11. 19.00 | 2/2                    | Gól / ötméteres  | 1/1                   | Tiszaligeti Sportuszoda, Szolnok Nézőszám: 300 Játékvezetők: Kun, Fekete |

2. mérkőzések
| 2012. április 12. 19.00 | FTC-Fisher Klíma     | 9 – 14           | Debreceni VSE | Népliget Sportuszoda, Budapest Nézőszám: 100 Játékvezetők: Petik, Füzesi |
| 2012. április 12. 19.00 | (2–2, 3–4, 1–7, 3–1) |                  |               | Népliget Sportuszoda, Budapest Nézőszám: 100 Játékvezetők: Petik, Füzesi |
| 2012. április 12. 19.00 | Paján 4              | Jegyzőkönyv      | Varga T. 5    | Népliget Sportuszoda, Budapest Nézőszám: 100 Játékvezetők: Petik, Füzesi |
| 2012. április 12. 19.00 | 5/13                 | Gól / emberelőny | 2/7           | Népliget Sportuszoda, Budapest Nézőszám: 100 Játékvezetők: Petik, Füzesi |
| 2012. április 12. 19.00 | 0/1                  | Gól / ötméteres  | 4/5           | Népliget Sportuszoda, Budapest Nézőszám: 100 Játékvezetők: Petik, Füzesi |

| 2012. április 13. 17.00 | Kalo-Méh CS&K Szentes   | 7 – 12           | Szolnoki Dózsa-KÖZGÉP     | Szentesi Üdülőközpont, Szentes Nézőszám: 200 Játékvezetők: Vogel, Vojvoda |
| 2012. április 13. 17.00 | (2–2, 2–3, 2–4, 1–3)    |                  |                           | Szentesi Üdülőközpont, Szentes Nézőszám: 200 Játékvezetők: Vogel, Vojvoda |
| 2012. április 13. 17.00 | Lázár, Weszelovszky 2–2 | Jegyzőkönyv      | Kis Gábor (vízilabdázó) 3 | Szentesi Üdülőközpont, Szentes Nézőszám: 200 Játékvezetők: Vogel, Vojvoda |
| 2012. április 13. 17.00 | 1/5                     | Gól / emberelőny | 1/9                       | Szentesi Üdülőközpont, Szentes Nézőszám: 200 Játékvezetők: Vogel, Vojvoda |
| 2012. április 13. 17.00 | 2/2                     | Gól / ötméteres  | 0/1                       | Szentesi Üdülőközpont, Szentes Nézőszám: 200 Játékvezetők: Vogel, Vojvoda |

Az egyik fél második győzelméig tartó párharcot 2–0-s arányban a Szolnoki Dózsa-KÖZGÉP nyerte, így az 5. helyért, a vesztes Kalo-Méh CS&K Szentes a 7. helyért játszik.

#### Elődöntők
1. mérkőzések
| 2012. április 10. 18.00 | A-Híd Szeged Beton                           | 11 – 14          | ZF-Eger                  | Újszegedi Sportuszoda, Szeged Nézőszám: 600 Játékvezetők: Németh, Füzesi |
| 2012. április 10. 18.00 | (3–2, 3–4, 1–5, 4–3)                         |                  |                          | Újszegedi Sportuszoda, Szeged Nézőszám: 600 Játékvezetők: Németh, Füzesi |
| 2012. április 10. 18.00 | Hegedűs, Kayes, Molnár, Somogyi és Török 2–2 | Jegyzőkönyv      | Varga II Zs., Graham 3–3 | Újszegedi Sportuszoda, Szeged Nézőszám: 600 Játékvezetők: Németh, Füzesi |
| 2012. április 10. 18.00 | 6/15                                         | Gól / emberelőny | 6/11                     | Újszegedi Sportuszoda, Szeged Nézőszám: 600 Játékvezetők: Németh, Füzesi |
| 2012. április 10. 18.00 | 0/1                                          | Gól / ötméteres  | 0/0                      | Újszegedi Sportuszoda, Szeged Nézőszám: 600 Játékvezetők: Németh, Füzesi |

| 2012. április 11. 19.30 | TEVA-Vasas-UNIQA                    | 12 – 14 (ötméteresekkel) | Groupama Honvéd     | Komjádi Béla Sportuszoda, Budapest Nézőszám: 900 Játékvezetők: Petik, Molnár P. |
| 2012. április 11. 19.30 | (1–2, 0–2, 3–3, 4–1, 0–0, 1–1, 3–5) |                          |                     | Komjádi Béla Sportuszoda, Budapest Nézőszám: 900 Játékvezetők: Petik, Molnár P. |
| 2012. április 11. 19.30 | Brguljan 3                          | Jegyzőkönyv              | Salamon, Szivós 3–3 | Komjádi Béla Sportuszoda, Budapest Nézőszám: 900 Játékvezetők: Petik, Molnár P. |
| 2012. április 11. 19.30 | Büntetőpárbaj:                      |                          |                     | Komjádi Béla Sportuszoda, Budapest Nézőszám: 900 Játékvezetők: Petik, Molnár P. |
| 2012. április 11. 19.30 | 3 – 5                               |                          |                     | Komjádi Béla Sportuszoda, Budapest Nézőszám: 900 Játékvezetők: Petik, Molnár P. |
| 2012. április 11. 19.30 | 5/10                                | Gól / emberelőny         | 1/8                 | Komjádi Béla Sportuszoda, Budapest Nézőszám: 900 Játékvezetők: Petik, Molnár P. |
| 2012. április 11. 19.30 | 1/1                                 | Gól / ötméteres          | 3/4                 | Komjádi Béla Sportuszoda, Budapest Nézőszám: 900 Játékvezetők: Petik, Molnár P. |

2. mérkőzések
| 2012. április 12. 18.30 | ZF-Eger              | 10 – 9           | A-Híd Szeged Beton       | Bitskey Aladár Sportuszoda, Eger Nézőszám: 2 400 Játékvezetők: Juhász, Fekete |
| 2012. április 12. 18.30 | (3–0, 2–5, 3–2, 2–2) |                  |                          | Bitskey Aladár Sportuszoda, Eger Nézőszám: 2 400 Játékvezetők: Juhász, Fekete |
| 2012. április 12. 18.30 | Graham 3             | Jegyzőkönyv      | Kayes, Molnár, Török 2–2 | Bitskey Aladár Sportuszoda, Eger Nézőszám: 2 400 Játékvezetők: Juhász, Fekete |
| 2012. április 12. 18.30 | 5/11                 | Gól / emberelőny | 3/11                     | Bitskey Aladár Sportuszoda, Eger Nézőszám: 2 400 Játékvezetők: Juhász, Fekete |

| 2012. április 13. 18.30 | Groupama Honvéd      | 8 – 12           | TEVA-Vasas-UNIQA | Kőér utcai sportuszoda, Budapest Nézőszám: 800 Játékvezetők: Németh, Marjay |
| 2012. április 13. 18.30 | (3–4, 3–4, 2–2, 0–2) |                  |                  | Kőér utcai sportuszoda, Budapest Nézőszám: 800 Játékvezetők: Németh, Marjay |
| 2012. április 13. 18.30 | Mátyás 3             | Jegyzőkönyv      | Katonás 5        | Kőér utcai sportuszoda, Budapest Nézőszám: 800 Játékvezetők: Németh, Marjay |
| 2012. április 13. 18.30 | 2/12                 | Gól / emberelőny | 3/9              | Kőér utcai sportuszoda, Budapest Nézőszám: 800 Játékvezetők: Németh, Marjay |
| 2012. április 13. 18.30 | 0/0                  | Gól / ötméteres  | 1/1              | Kőér utcai sportuszoda, Budapest Nézőszám: 800 Játékvezetők: Németh, Marjay |

3. mérkőzés
| 2012. április 15. 18.15 | TEVA-Vasas-UNIQA     | 12 – 7           | Groupama Honvéd       | Komjádi Béla Sportuszoda, Budapest Nézőszám: 1 300 Játékvezetők: Székely, Fekete |
| 2012. április 15. 18.15 | (5-0, 2-1, 2-0, 3-6) |                  |                       | Komjádi Béla Sportuszoda, Budapest Nézőszám: 1 300 Játékvezetők: Székely, Fekete |
| 2012. április 15. 18.15 | Vámos 3              | Jegyzőkönyv      | Gór-Nagy, Salamon 2–2 | Komjádi Béla Sportuszoda, Budapest Nézőszám: 1 300 Játékvezetők: Székely, Fekete |
| 2012. április 15. 18.15 | 2/7                  | Gól / emberelőny | 3/13                  | Komjádi Béla Sportuszoda, Budapest Nézőszám: 1 300 Játékvezetők: Székely, Fekete |

Az egyik fél második győzelméig tartó párharcot 2–1-es arányban a TEVA-Vasas-UNIQA nyerte, így a döntőbe jutott. A vesztes Groupama Honvéd a bronzéremért játszik.

### Helyosztók
A párharcok az egyik fél második győzelméig tartanak.

#### 11. helyért
1 mérkőzés
| 2012. április 10. 20.00 | BVSC-Zugló           | 6 – 4            | PVSK-Füszért | BVSC Sportuszoda, Budapest Nézőszám: 100 Játékvezetők: Vojvoda, Marjay |
| 2012. április 10. 20.00 | (0–1, 3–0, 1–1, 2–2) |                  |              | BVSC Sportuszoda, Budapest Nézőszám: 100 Játékvezetők: Vojvoda, Marjay |
| 2012. április 10. 20.00 | Kotszidisz 3         | Jegyzőkönyv      | Bóbis 2      | BVSC Sportuszoda, Budapest Nézőszám: 100 Játékvezetők: Vojvoda, Marjay |
| 2012. április 10. 20.00 | 1/7                  | Gól / emberelőny | 1/7          | BVSC Sportuszoda, Budapest Nézőszám: 100 Játékvezetők: Vojvoda, Marjay |
| 2012. április 10. 20.00 | 0/1                  | Gól / ötméteres  | 1/1          | BVSC Sportuszoda, Budapest Nézőszám: 100 Játékvezetők: Vojvoda, Marjay |

2 mérkőzés
| 2012. április 12. 19.30 | PVSK-Füszért         | 7 – 4            | BVSC-Zugló                    | Abay Nemes Oszkár Sportuszoda, Pécs Nézőszám: 300 Játékvezetők: Kun, Horváth |
| 2012. április 12. 19.30 | (3–1, 0–2, 2–0, 2–1) |                  |                               | Abay Nemes Oszkár Sportuszoda, Pécs Nézőszám: 300 Játékvezetők: Kun, Horváth |
| 2012. április 12. 19.30 | Bóbis, Hoppál 2–2    | Jegyzőkönyv      | Bedő, Borsós, Hőna, Rajna 1–1 | Abay Nemes Oszkár Sportuszoda, Pécs Nézőszám: 300 Játékvezetők: Kun, Horváth |
| 2012. április 12. 19.30 | 0/4                  | Gól / emberelőny | 1/7                           | Abay Nemes Oszkár Sportuszoda, Pécs Nézőszám: 300 Játékvezetők: Kun, Horváth |
| 2012. április 12. 19.30 | 1/1                  | Gól / ötméteres  | 0/1                           | Abay Nemes Oszkár Sportuszoda, Pécs Nézőszám: 300 Játékvezetők: Kun, Horváth |

3 mérkőzés
| 2012. április 15. 16.30 | BVSC-Zugló           | 6 – 5            | PVSK-Füszért | BVSC Sportuszoda, Budapest Nézőszám: 200 Játékvezetők: Németh, Juhász |
| 2012. április 15. 16.30 | (3–0, 1–1, 1–2, 1–2) |                  |              | BVSC Sportuszoda, Budapest Nézőszám: 200 Játékvezetők: Németh, Juhász |
| 2012. április 15. 16.30 | Keresztes 2          | Jegyzőkönyv      | Hoppál 2     | BVSC Sportuszoda, Budapest Nézőszám: 200 Játékvezetők: Németh, Juhász |
| 2012. április 15. 16.30 | 1/8                  | Gól / emberelőny | 2/11         | BVSC Sportuszoda, Budapest Nézőszám: 200 Játékvezetők: Németh, Juhász |
| 2012. április 15. 16.30 | 1/1                  | Gól / ötméteres  | 1/1          | BVSC Sportuszoda, Budapest Nézőszám: 200 Játékvezetők: Németh, Juhász |

A helyosztót 2–1-es arányban a BVSC-Zugló nyerte, így a 11. helyen végzett. A PVSK-Füszért a bajnokság utolsó helyén zárt.

#### 9. helyért
1 mérkőzés
| 2012. április 11. 19.30 | Orvosegyetem SC                    | 11 – 10          | Kaposvári VK                              | Hajós Alfréd Sportuszoda, Budapest Játékvezetők: Vogel, Horváth |
| 2012. április 11. 19.30 | (3–2, 2–3, 4–1, 2–4)               |                  |                                           | Hajós Alfréd Sportuszoda, Budapest Játékvezetők: Vogel, Horváth |
| 2012. április 11. 19.30 | Bagaturia, Kiss Gy., Szécsi D. 2–2 | Jegyzőkönyv      | Balogh, Bakó, Burburan, Juhász-Szelei 2–2 | Hajós Alfréd Sportuszoda, Budapest Játékvezetők: Vogel, Horváth |
| 2012. április 11. 19.30 | 3/9                                | Gól / emberelőny | 5/13                                      | Hajós Alfréd Sportuszoda, Budapest Játékvezetők: Vogel, Horváth |
| 2012. április 11. 19.30 | 1/3                                | Gól / ötméteres  | 0/1                                       | Hajós Alfréd Sportuszoda, Budapest Játékvezetők: Vogel, Horváth |

2 mérkőzés
| 2012. április 13. 19.30 | Kaposvári VK                               | 12 – 9           | Orvosegyetem SC       | Kaposvári Sportuszoda, Kaposvár Nézőszám: 260 Játékvezetők: Marnitz, Madarasi |
| 2012. április 13. 19.30 | (1–1, 3–3, 4–2, 4–3)                       |                  |                       | Kaposvári Sportuszoda, Kaposvár Nézőszám: 260 Játékvezetők: Marnitz, Madarasi |
| 2012. április 13. 19.30 | Bakó, Balogh, Horváth Dávid, Gyurováth 2–2 | Jegyzőkönyv      | Benczur, Szentesi 2–2 | Kaposvári Sportuszoda, Kaposvár Nézőszám: 260 Játékvezetők: Marnitz, Madarasi |
| 2012. április 13. 19.30 | 7/15                                       | Gól / emberelőny | 6/19                  | Kaposvári Sportuszoda, Kaposvár Nézőszám: 260 Játékvezetők: Marnitz, Madarasi |
| 2012. április 13. 19.30 | 2/2                                        | Gól / ötméteres  | 0/0                   | Kaposvári Sportuszoda, Kaposvár Nézőszám: 260 Játékvezetők: Marnitz, Madarasi |

3 mérkőzés
| 2012. április 15. 19.30 | Orvosegyetem SC      | 10 – 13          | Kaposvári VK | Hajós Alfréd Sportuszoda, Budapest Játékvezetők: Füzesi, Kun |
| 2012. április 15. 19.30 | (3–2, 5–4, 0–3, 2–4) |                  |              | Hajós Alfréd Sportuszoda, Budapest Játékvezetők: Füzesi, Kun |
| 2012. április 15. 19.30 | Szécsi D. 3          | Jegyzőkönyv      | Burburan 4   | Hajós Alfréd Sportuszoda, Budapest Játékvezetők: Füzesi, Kun |
| 2012. április 15. 19.30 | 6/15                 | Gól / emberelőny | 5/13         | Hajós Alfréd Sportuszoda, Budapest Játékvezetők: Füzesi, Kun |
| 2012. április 15. 19.30 | 1/2                  | Gól / ötméteres  | 1/1          | Hajós Alfréd Sportuszoda, Budapest Játékvezetők: Füzesi, Kun |

A helyosztót 2–1-es arányban a Kaposvári VK nyerte, így a 9. helyen, míg a vesztes Orvosegyetem SC a 10. helyen végzett.

#### 7. helyért
1 mérkőzés
| 2012. április 23. 19.00 | FTC-Fisher Klíma     | 11 – 10          | Kalo-Méh CS&K Szentes | Népliget Sportuszoda, Budapest Nézőszám: 100 Játékvezetők: Marnitz, Fekete |
| 2012. április 23. 19.00 | (2–2, 3–2, 3–4, 3–2) |                  |                       | Népliget Sportuszoda, Budapest Nézőszám: 100 Játékvezetők: Marnitz, Fekete |
| 2012. április 23. 19.00 | Korényi 3            | Jegyzőkönyv      | Szőke 4               | Népliget Sportuszoda, Budapest Nézőszám: 100 Játékvezetők: Marnitz, Fekete |
| 2012. április 23. 19.00 | 3/13                 | Gól / emberelőny | 3/8                   | Népliget Sportuszoda, Budapest Nézőszám: 100 Játékvezetők: Marnitz, Fekete |
| 2012. április 23. 19.00 | 0/0                  | Gól / ötméteres  | 1/1                   | Népliget Sportuszoda, Budapest Nézőszám: 100 Játékvezetők: Marnitz, Fekete |

2 mérkőzés
| 2012. április 25. 17.00 | Kalo-Méh CS&K Szentes          | 7 – 6 (h. u.)    | FTC-Fisher Klíma | Szentesi Üdülőközpont, Szentes Nézőszám: 300 Játékvezetők: Kun, Marjay |
| 2012. április 25. 17.00 | (2–1, 0–1, 2–2, 1–1, 1–0, 1–1) |                  |                  | Szentesi Üdülőközpont, Szentes Nézőszám: 300 Játékvezetők: Kun, Marjay |
| 2012. április 25. 17.00 | Szőke 3                        | Jegyzőkönyv      | Sánta, Paján 2–2 | Szentesi Üdülőközpont, Szentes Nézőszám: 300 Játékvezetők: Kun, Marjay |
| 2012. április 25. 17.00 | 0/9                            | Gól / emberelőny | 4/11             | Szentesi Üdülőközpont, Szentes Nézőszám: 300 Játékvezetők: Kun, Marjay |
| 2012. április 25. 17.00 | 0/1                            | Gól / ötméteres  | 0/0              | Szentesi Üdülőközpont, Szentes Nézőszám: 300 Játékvezetők: Kun, Marjay |

3 mérkőzés
| 2012. április 28. 18.00 | FTC-Fisher Klíma     | 10 – 8           | Kalo-Méh CS&K Szentes | Népliget Sportuszoda, Budapest Nézőszám: 100 Játékvezetők: Molnár P., Füzesi |
| 2012. április 28. 18.00 | (4–2, 2–3, 4–1, 0–2) |                  |                       | Népliget Sportuszoda, Budapest Nézőszám: 100 Játékvezetők: Molnár P., Füzesi |
| 2012. április 28. 18.00 | Czigány 3            | Jegyzőkönyv      | Weszelovszky 3        | Népliget Sportuszoda, Budapest Nézőszám: 100 Játékvezetők: Molnár P., Füzesi |
| 2012. április 28. 18.00 | 2/5                  | Gól / emberelőny | 3/10                  | Népliget Sportuszoda, Budapest Nézőszám: 100 Játékvezetők: Molnár P., Füzesi |
| 2012. április 28. 18.00 | 1/1                  | Gól / ötméteres  | 0/0                   | Népliget Sportuszoda, Budapest Nézőszám: 100 Játékvezetők: Molnár P., Füzesi |

Az egyik fél második győzelméig tartó párharcot 2–1-es arányban a FTC-Fisher Klíma nyerte, így a 7. helyen, a vesztes Kalo-Méh CS&K Szentes a 8. helyen végzett.

#### 5. helyért
1 mérkőzés
| 2012. április 23. 17.00 | Szolnoki Dózsa-KÖZGÉP | 7 – 8            | Debreceni VSE | Tiszaligeti Sportuszoda, Szolnok Nézőszám: 300 Játékvezetők: Székely, Madarasi |
| 2012. április 23. 17.00 | (1–2, 2–3, 2–1, 2–2)  |                  |               | Tiszaligeti Sportuszoda, Szolnok Nézőszám: 300 Játékvezetők: Székely, Madarasi |
| 2012. április 23. 17.00 | Kovács O. 2           | Jegyzőkönyv      | Varga T. 4    | Tiszaligeti Sportuszoda, Szolnok Nézőszám: 300 Játékvezetők: Székely, Madarasi |
| 2012. április 23. 17.00 | 2/8                   | Gól / emberelőny | 4/4           | Tiszaligeti Sportuszoda, Szolnok Nézőszám: 300 Játékvezetők: Székely, Madarasi |
| 2012. április 23. 17.00 | 0/0                   | Gól / ötméteres  | 1/1           | Tiszaligeti Sportuszoda, Szolnok Nézőszám: 300 Játékvezetők: Székely, Madarasi |

2 mérkőzés
| 2012. április 25. 19.30 | Debreceni VSE        | 7 – 6            | Szolnoki Dózsa-KÖZGÉP | Debreceni Sportuszoda, Debrecen Nézőszám: 1 200 Játékvezetők: Füzesi, Juhász |
| 2012. április 25. 19.30 | (3–3, 1–0, 2–1, 1–2) |                  |                       | Debreceni Sportuszoda, Debrecen Nézőszám: 1 200 Játékvezetők: Füzesi, Juhász |
| 2012. április 25. 19.30 | Létay, Bugajcsuk 2–2 | Jegyzőkönyv      | Pásztor 3             | Debreceni Sportuszoda, Debrecen Nézőszám: 1 200 Játékvezetők: Füzesi, Juhász |
| 2012. április 25. 19.30 | 5/8                  | Gól / emberelőny | 2/9                   | Debreceni Sportuszoda, Debrecen Nézőszám: 1 200 Játékvezetők: Füzesi, Juhász |

A helyosztót 2–0-s arányban a Debreceni VSE nyerte, így az 5. helyen, míg a vesztes Szolnoki Dózsa-KÖZGÉP a 6. helyen végzett.

#### 3. helyért
1 mérkőzés
| 2012. április 22. 18.30 | A-Híd Szeged Beton                           | 14 – 8           | Groupama Honvéd       | Újszegedi Sportuszoda, Szeged Nézőszám: 400 Játékvezetők: Kun, Füzesi |
| 2012. április 22. 18.30 | (3–1, 5–2, 3–3, 3–2)                         |                  |                       | Újszegedi Sportuszoda, Szeged Nézőszám: 400 Játékvezetők: Kun, Füzesi |
| 2012. április 22. 18.30 | Török, Somogyi, Younger, Kiss Cs., Kunac 2–2 | Jegyzőkönyv      | Gór-Nagy, Salamon 3–3 | Újszegedi Sportuszoda, Szeged Nézőszám: 400 Játékvezetők: Kun, Füzesi |
| 2012. április 22. 18.30 | 3/9                                          | Gól / emberelőny | 4/11                  | Újszegedi Sportuszoda, Szeged Nézőszám: 400 Játékvezetők: Kun, Füzesi |
| 2012. április 22. 18.30 | 0/0                                          | Gól / ötméteres  | 2/3                   | Újszegedi Sportuszoda, Szeged Nézőszám: 400 Játékvezetők: Kun, Füzesi |

2 mérkőzés
| 2012. április 25. 19.00 | Groupama Honvéd      | 12 – 13          | A-Híd Szeged Beton | Kőér utcai sportuszoda, Budapest Nézőszám: 400 Játékvezetők: Németh, Fekete |
| 2012. április 25. 19.00 | (2–4, 3–3, 4–4, 3–2) |                  |                    | Kőér utcai sportuszoda, Budapest Nézőszám: 400 Játékvezetők: Németh, Fekete |
| 2012. április 25. 19.00 | Szivós 4             | Jegyzőkönyv      | Kiss Csaba 3       | Kőér utcai sportuszoda, Budapest Nézőszám: 400 Játékvezetők: Németh, Fekete |
| 2012. április 25. 19.00 | 5/13                 | Gól / emberelőny | 5/11               | Kőér utcai sportuszoda, Budapest Nézőszám: 400 Játékvezetők: Németh, Fekete |
| 2012. április 25. 19.00 | 1/2                  | Gól / ötméteres  | 0/0                | Kőér utcai sportuszoda, Budapest Nézőszám: 400 Játékvezetők: Németh, Fekete |

A bronzmérkőzést 2–0-s arányban az A-Híd Szeged Beton nyerte, így a 3. helyen, míg a vesztes Groupama Honvéd a 4. helyen végzett.

#### Döntő
1 mérkőzés
| 2012. április 23. 18.30 | TEVA-Vasas-UNIQA     | 6 – 5            | ZF-Eger           | Komjádi Béla Sportuszoda, Budapest Nézőszám: 1 500 Játékvezetők: Németh, Juhász |
| 2012. április 23. 18.30 | (2–0, 1–2, 0–2, 3–1) |                  |                   | Komjádi Béla Sportuszoda, Budapest Nézőszám: 1 500 Játékvezetők: Németh, Juhász |
| 2012. április 23. 18.30 | Kiss G. 2            | Jegyzőkönyv      | Graham, Mezei 2–2 | Komjádi Béla Sportuszoda, Budapest Nézőszám: 1 500 Játékvezetők: Németh, Juhász |
| 2012. április 23. 18.30 | 3/10                 | Gól / emberelőny | 3/11              | Komjádi Béla Sportuszoda, Budapest Nézőszám: 1 500 Játékvezetők: Németh, Juhász |

2 mérkőzés
| 2012. április 26. 18.30 | ZF-Eger                         | 10 – 7           | TEVA-Vasas-UNIQA | Bitskey Aladár Sportuszoda, Eger Nézőszám: 3 000 Játékvezetők: Vogel, Székely |
| 2012. április 26. 18.30 | (1–2, 4–1, 3–2, 2–2)            |                  |                  | Bitskey Aladár Sportuszoda, Eger Nézőszám: 3 000 Játékvezetők: Vogel, Székely |
| 2012. április 26. 18.30 | Bátori, Graham, Hosnyánszky 2–2 | Jegyzőkönyv      | Bošković 2       | Bitskey Aladár Sportuszoda, Eger Nézőszám: 3 000 Játékvezetők: Vogel, Székely |
| 2012. április 26. 18.30 | 1/9                             | Gól / emberelőny | 2/8              | Bitskey Aladár Sportuszoda, Eger Nézőszám: 3 000 Játékvezetők: Vogel, Székely |
| 2012. április 26. 18.30 | 1/1                             | Gól / ötméteres  | 1/1              | Bitskey Aladár Sportuszoda, Eger Nézőszám: 3 000 Játékvezetők: Vogel, Székely |

3 mérkőzés
| 2012. április 29. 17.00 | TEVA-Vasas-UNIQA     | 11 – 8           | ZF-Eger                | Komjádi Béla Sportuszoda, Budapest Nézőszám: 2 200 Játékvezetők: Németh, Székely |
| 2012. április 29. 17.00 | (0–2, 2–2, 5–2, 4–2) |                  |                        | Komjádi Béla Sportuszoda, Budapest Nézőszám: 2 200 Játékvezetők: Németh, Székely |
| 2012. április 29. 17.00 | Steinmetz Á. 3       | Jegyzőkönyv      | Biros, Hosnyánszky 2–2 | Komjádi Béla Sportuszoda, Budapest Nézőszám: 2 200 Játékvezetők: Németh, Székely |
| 2012. április 29. 17.00 | 4/14                 | Gól / emberelőny | 4/13                   | Komjádi Béla Sportuszoda, Budapest Nézőszám: 2 200 Játékvezetők: Németh, Székely |
| 2012. április 29. 17.00 | 0/1                  | Gól / ötméteres  | 1/1                    | Komjádi Béla Sportuszoda, Budapest Nézőszám: 2 200 Játékvezetők: Németh, Székely |

Az egyik fél második győzelméig tartó párharcot 2–1-es arányban a TEVA-Vasas-UNIQA nyerte, ezzel megnyerte a 2011–12-es bajnokságot. A címvédő ZF-Eger a második helyen zárt.
| A Vodafone OB I 2011–12 győztese |
| -------------------------------- |
| TEVA-Vasas-UNIQA 17. cím         |

## A bajnokság végeredménye
| #   | Csapat                           |
| --- | -------------------------------- |
| 1.  | TEVA-Vasas-UNIQA                 |
| 2.  | ZF-Eger                          |
| 3.  | A-Híd Szeged Beton (kupagyőztes) |
| 4.  | Groupama Honvéd                  |
| 5.  | Debreceni VSE                    |
| 6.  | Szolnoki Dózsa-KÖZGÉP            |
| 7.  | FTC-Fisher Klíma                 |
| 8.  | Kalo-Méh CS&K Szentes            |
| 9.  | Kaposvári VK                     |
| 10. | Orvosegyetem SC                  |
| 11. | BVSC-Zugló                       |
| 12. | PVSK-Füszért                     |

A bajnok TEVA-Vasas-UNIQA tagjai:  Barabás Botond, Nagy Viktor, Molnár Benedek, Péterfy Mihály (kapusok) – Miho Bošković, Draško Brguljan, Decker Ádám, Fazekas Tibor, Fülöp Bence, Katonás Gergely, dr. Kiss Gergely, dr. Steinmetz Ádám, dr. Steinmetz Barnabás, Takács Bálint, Vámos Márton, Vereczkey Zoltán, Vörös Viktor

## A góllövőlista élmezőnye
Utolsó frissítés: 2012. április 26., forrás: Magyar Vízilabda-szövetség Archiválva 2016. március 7-i dátummal a Wayback Machine-ben.
|                  | Gól | Játékos             | Csapat                |
| ---------------- | --- | ------------------- | --------------------- |
|                  | 73  | Weszelovszky László | Kalo-Méh CS&K Szentes |
|                  | 70  | Szivós Márton       | Groupama Honvéd       |
|                  | 66  | Varga Tamás         | Debreceni VSE         |
|                  | 55  | Salamon Ferenc      | Groupama Honvéd       |
|                  |     | Miho Bošković       | TEVA-Vasas-UNIQA      |
|                  | 52  | Vámos Márton        | TEVA-Vasas-UNIQA      |
|                  | 50  | Gór-Nagy Miklós     | Groupama Honvéd       |
|                  | 49  | Katonás Gergely     | TEVA-Vasas-UNIQA      |
|                  | 48  | Molnár Tamás, dr.   | A-Híd Szeged Beton    |
|                  | 47  | Kiss Gergely, dr.   | TEVA-Vasas-UNIQA      |
| Alapszakasz után |     |                     |                       |
|                  | 60  | Weszelovszky László | Kalo-Méh CS&K Szentes |
|                  | 57  | Szivós Márton       | Groupama Honvéd       |
|                  | 50  | Varga Tamás         | Debreceni VSE         |
|                  | 45  | Miho Bošković       | TEVA-Vasas-UNIQA      |
|                  | 41  | Gór-Nagy Miklós     | Groupama Honvéd       |
|                  |     | Salamon Ferenc      | Groupama Honvéd       |
|                  |     | Vámos Márton        | TEVA-Vasas-UNIQA      |